# Vilne, Henicesk
Vilne (în ucraineană Вільне) este un sat în comuna Plavske din raionul Henicesk, regiunea Herson, Ucraina.

## Demografie
Componența lingvistică a localității Vilne
     Ucraineană (69,35%)
     Rusă (16,13%)
     Română (1,61%)
Conform recensământului din 2001, majoritatea populației localității Vilne era vorbitoare de ucraineană (69,35%), existând în minoritate și vorbitori de rusă (16,13%) și română (1,61%).